# 고전파 경제학
고전 경제학(古典經濟學, classical economics)은 경제사상사에서 최초의 근대 경제 이론으로 지목하는 경제학의 한 부류이다. 고전경제학을 정립한 주요 학자로는 스미스, 리카도, 맬서스, 밀 등이 있다. 이들 외에도 퍼티, 튀넨, 그리고 마르크스 등도 고전경제학자로 다루어지기도 한다.
일반적으로 1776년 출간된 스미스의 국부론이 고전경제학의 시발점으로 여겨진다. 고전경제학은 19세기 중반까지 경제 이론에 큰 영향력을 발휘하였으며, 1870년 시작된 영국의 신고전경제학 발현의 근원 역할을 하기도 하였다.
고전경제학은 경제 성장과 발전에 대해 설명하고자 하였고 일정부분의 성과를 보였다. 고전경제학자들은 중세 사회로부터 자본주의의 발현에 이르기 까지의 사회 변화와 산업혁명의 결과 등 "장엄한 변동"에 대해 설명하였다. 또한 개인 각자의 이윤 추구가 어떻게 이러한 사회 구성의 변화를 가져왔는지에 대해 고찰하였다.
고전경제학은 경제학의 관찰 영역을 지배자의 이해관계에서 계급간의 이해관계로 전환시켰다. 피시오크라트였던 케네와 스미스를 비교하면, 케네가 매해의 국가 수입을 왕의 국고에 한정지어 사고한 것과는 달리 스미스는 토지와 자본 설비를 사용한 모든 노동의 생산물을 국가의 수입으로 파악하였다. 스미스에 따르면 이러한 토지와 자본 설비는 개인에 의해 전유되는 것으로, 전체 국가의 수입은 노동자의 임금, 지주의 지대, 그리고 자본가의 이자로 구성되어 있다.

## 역사

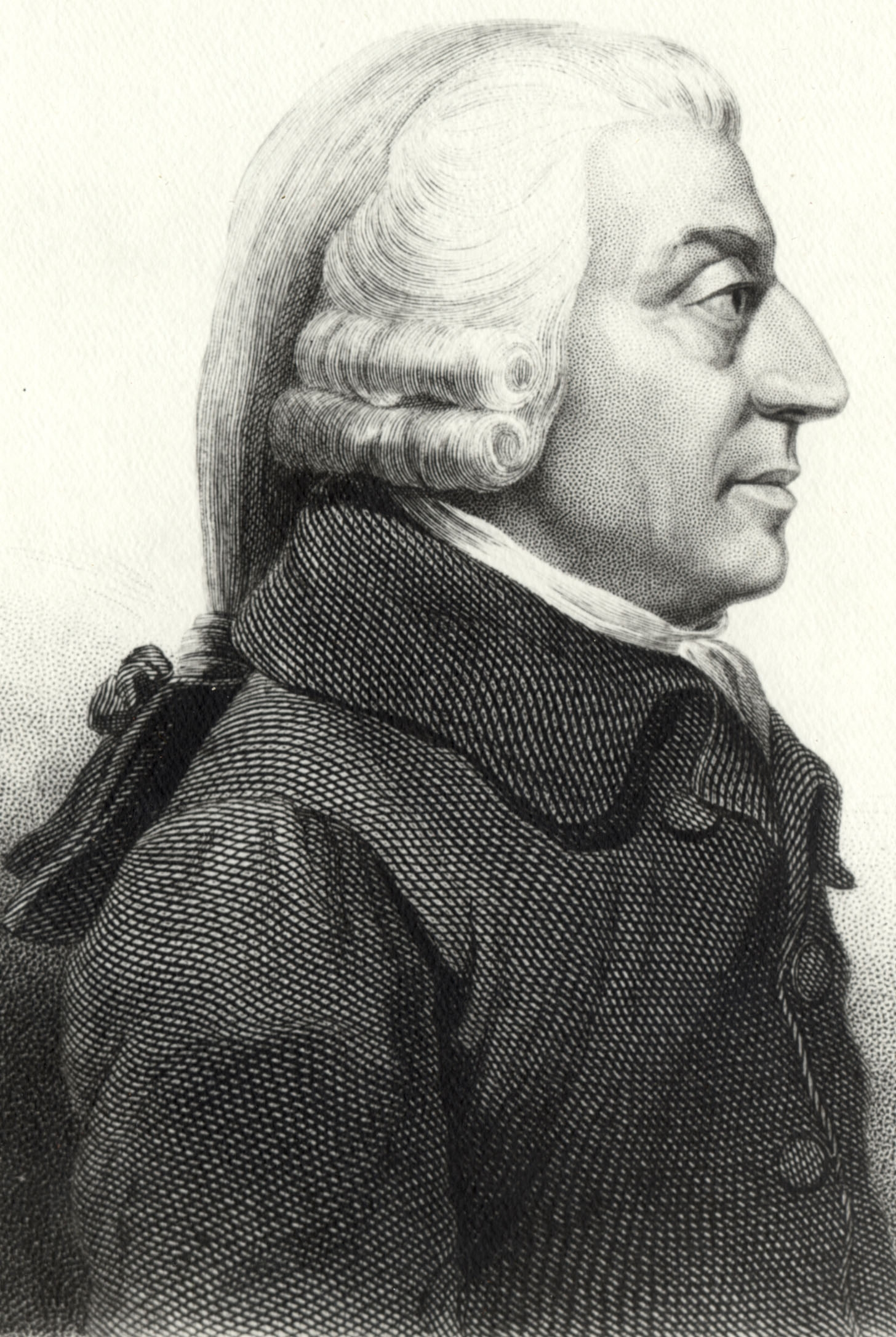
대표적인 고전파 경제학자인 애덤 스미스(Adam Smith, 1723년 6월 5일 ~ 1790년 7월 17일)

17세기 프랑스의 중농주의 경제학이 고전경제학에 영향을 준 것으로 여겨지고 있다. 부아기유베르는 농업 생산물이 모든 재화의 기반이며 토지가 부의 원천이라 역설하였다. 또한 각 산업간의 협력적 관계를 강조하여 경제 발전을 위해서는 산업간 균형을 유지해야 한다고 주장하였다. 그의 이러한 균형발전론은 이후 많은 경제학자에게 영향을 주었다. 중농주의는 이후 프랑수아 케네와 같은 경제학자에 의해 주장되었다. 케네는 생산 계급과 비생산 계급을 구분하고 이러한 사회 관계와 재화의 생산 분배 과정을 경제순환표로 설명하고자 하였다.
고전경제학의 출발점은 1776년 애덤 스미스의 국부론 출간이다. 애덤 스미스는 국부론을 통하여 기존의 중상주의를 비판하고 분업, 가치, 수요와 공급등 고전 경제학의 주요 개념을 확립했으며, 자유 무역을 옹호하였다.

## 가치 이론
고전경제학은 경제 변동을 관찰하여 가치 이론 (즉, 가격 이론)을 정립하였다. 퍼티는 통상적인 가격을 설명하기 위해 시장 가격과 자연 가격의 개념을 도입하였다. 퍼티, 스미스, 리카르도 등에 따르면 시장 가격은 일시적인 수많은 원인에 의해 영향을 받아 변동하므로 이를 추상적인 단계로 이론화하는 것은 매우 어려운 일이나, 자연 가격은 규칙적이며 항구적인 지점을 나타낸다. 그들은 여러 요인에 의해 흔들리는 시장 가격은 결국 중력에 끌리는 물체처럼 자연 가격에 근접한다고 보았다.
이러한 자연 가치를 형성하는 요인에 대해서는 고전경제학자 사이에 이견이 존재한다. 퍼티는 토지와 노동을 동등한 가치 형성의 원인으로 파악하는 토지-노동가치설을 주창하였고 스미스는 노동가치설을 주창하였다. 리카르도는 생산비용설을 가치 형성의 요인으로 꼽았다.

## 같이 보기
- 신고전파 경제학